# 区分線形関数

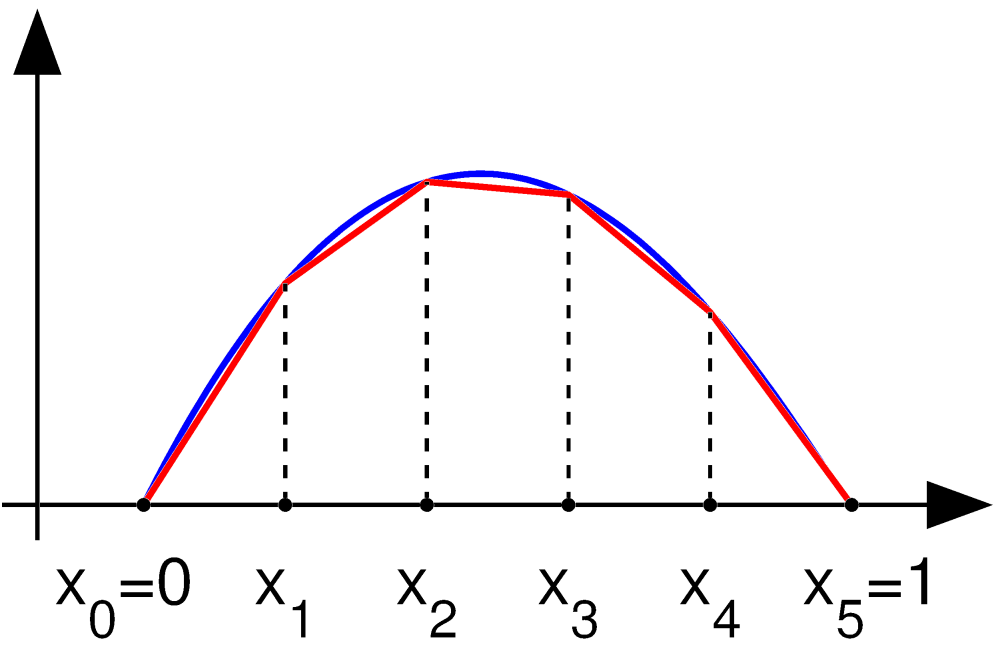
関数（青）とその区分線形近似（赤）

2次元の区分線形関数（上）とそれが線形となる凸多面体（下）

数学における区分的に一次な函数あるいは区分線形関数（くぶんせんけいかんすう、英: Piecewise linear function）とは、区分的に定義される函数で、各区分が一次函数（線型函数）となっているようなものをいう。
区分的に線型な函数の概念は、いくつか異なる文脈で意味を持つ。区分的に線型な函数
{\displaystyle f\colon \Omega \to V}
の定義域 Ω としては、n-次元ユークリッド空間や、より一般のベクトル空間あるいはアフィン空間をとることもできるし、他にもPL多様体や単体的複体などといったようなものの上でも定義される。いずれの場合にも、終域 V は実数の全体やベクトル空間、アフィン空間であったり、あるいはPL多様体や単体複体に値をとる区分線型函数（区分線型写像）をも考えることができる。なお、この文脈における「線型」は専ら線型写像の意味で用いられているのではなく、より一般のアフィン線型写像の意味にとる必要がある。
次元が 2 以上の場合には、定義域 V の各小片 I が多角形や多面体となるものと仮定することが多く、こうすれば函数のグラフが多角形や多面体の小片の貼り合わせとなることが保証される。
区分的に一次な函数のクラスの重要な部分クラスとして、区分的に線型な連続函数のクラスや区分線型凸函数のクラスなどが挙げられる。区分的に線型な実函数が連続ならば、そのグラフは折線になる。スプライン曲線は区分的に一次な函数を一般化するもので、区分的に高次の多項式やさらに言えば区分的に可微分な函数を考えるものである。

## 例
f が区間 {\displaystyle [x_{1},x_{2}]} 上の実数値関数である場合には、f が区分線形であるための必要十分条件は {\displaystyle [x_{1},x_{2}]} を有限個の小区間に分割して、各小区間 I のうえで f が一次函数
f(x) = aI x + bI
に等しくなるようにできることである。
絶対値関数 {\displaystyle f(x)=|x|} は区分線形関数のよい例である。他にも、矩形波関数、のこぎり波関数、床関数などがある。
次の関数
{\displaystyle f(x)=\left\{{\begin{array}{lll}-3-x&{\text{if}}&x\leq -3\\x+3&{\text{if}}&-3\leq x\leq 0\\3-2x&{\text{if}}&0\leq x\leq 3\\0.5x-4.5&{\text{if}}&3\leq x\\\end{array}}\right.}

区分線形関数の例

は4つの区分をもつ区分線形関数である。（この関数のグラフを右に示す。）線形関数のグラフは直線であるので、区分線形関数のグラフは線分と半直線からなる。